# Pazza idea eccetera eccetera...
Pazza idea eccetera eccetera... è il 19º album in studio di Patty Pravo prodotto dalla casa discografica Five Record nel giugno 1990 e distribuito dalla CGD. Contiene nuove versioni con un nuovo arrangiamento di brani già editi.

## Descrizione
Prende il titolo da uno dei suoi brani più noti, Pazza idea, del 1973.  Patty Pravo, nel 1990 partecipò alla trasmissione canora Una rotonda sul mare coi brani La bambola in versione "spagnoleggiante" (2 esecuzioni) e Pazza idea (3 esecuzioni), con cui vinse. La vincita consisteva in un'automobile d'epoca e nell'incisione di un LP per la Five Record (etichetta di proprietà Mediaset). Questo nuovo album è composto da brani già editi riarrangiati da Giancarlo Trombetti. In primo tempo si sarebbe dovuto chiamare Remakes e riporta in classifica la Pravo. Del disco esistono quattro stampe con differente grafica e titolo di copertina:
- La prima stampa (del 1990) con grafica uguale a quella del primo long playing, intitolata, però, semplicemente Pazza idea;[2]
- La seconda (del 1995) con grafica e titolo di copertina differenti, il titolo infatti è Pensiero stupendo;[3]
- La terza (del 1997) con grafica differente rispetto alla prima e alla seconda emissione del disco, ma con titolo uguale a quello della seconda stampa, cioè Pensiero stupendo;[4]
- La quarta ed ultima stampa (del 1997) con grafica e titolo di copertina differenti rispetto a tutte le emissioni precedenti; il titolo della stampa è I capolavori. Quest'ultima contiene, oltre ai brani già pubblicati precedentemente, anche le basi musicali degli stessi.[5]

## Tracce
Lato A
1. La bambola - 3.35 (Franco Migliacci - Bruno Zambrini - Ruggero Cini)
2. Mercato dei fiori - 3.35 (Francesco De Gregori)
3. Tripoli '69 - 3.30 (Vito Pallavicini - Paolo Conte)
4. Le tue mani su di me  - 5.04 (Antonello Venditti)
5. Il paradiso - 3.09 (Lucio Battisti - Mogol)

Lato B
1. Pazza idea - 4.47 (Paolo Dossena - Maurizio Monti - Giovanni Ullu - Cesare Gigli)
2. Io ti venderei - 3.12 (Lucio Battisti - Mogol)
3. Se perdo te - 3.53 (Sergio Bardotti - Paul Korda)
4. Grand hotel - 3.40 (Franca Evangelisti - Maurizio Piccoli - Renato Zero - Piero Pintucci)
5. Pensiero stupendo - 4.44 (Oscar Prudente - Ivano Fossati)

## Formazione
- Patty Pravo: voce
- Lucio Bardi: chitarra
- Giaso Cancellieri: tastiera
- Enrico Gazzola: batteria
- Carmelo Isgrò: basso
- Francesco Sguazzabia: percussioni
- Dino D'Autorio: Basso (solo in Pensiero stupendo)
- Flaviano Cuffari: Batteria (solo in Pensiero stupendo)